# Podziały metaliczne
Podziały metaliczne to dodatnie pierwiastki równania kwadratowego
{\displaystyle M(n)_{\pm }^{2}-nM(n)_{\pm }-1=0}.

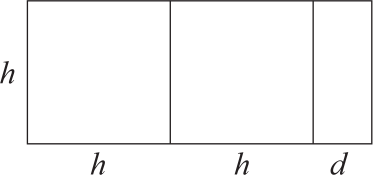
Prostokąt definiujący srebrny podział.

Każdy prostokąt zawiera w sobie co najmniej jeden kwadrat o krawędzi {\displaystyle h} równej krótszej krawędzi prostokąta. Jeżeli prostokąt zawiera {\displaystyle n} takich kwadratów a mniejszy prostokąt ma te same proporcje, co można zapisać zależnością jego krawędzi {\displaystyle nh+d} oraz {\displaystyle h}
{\displaystyle M(n)\doteq {\frac {nh+d}{h}}={\frac {h}{d}}},
spełniają one podział metaliczny; złoty podział dla {\displaystyle n=1}, srebrny podział dla {\displaystyle n=2}, brązowy podział dla {\displaystyle n=3} i tak dalej.
Rozwiązanie tej relacji z uwagi na {\displaystyle n} prowadzi do powyższego równania kwadratowego, którego pierwiastki to
{\displaystyle M(n)_{\pm }={\frac {n\pm {\sqrt {n^{2}+4}}}{2}}},
Ponieważ zakłada się, że krawędzie prostokąta definiującego to liczby nieujemne, zwykle rozważane są jedynie dodatnie pierwiastki {\displaystyle M(n)_{+}} tego równania.

## Własności
Podziały metaliczne mają ciekawe własności. Na przykład
1. {\displaystyle M(n)_{-}M(n)_{+}=-1},
2. {\displaystyle M(n)_{-}+M(n)_{+}=n},
3. {\displaystyle -M(-n)_{-}=M(n)_{+}}, lub
4. {\displaystyle M(n)_{\pm }=\pm e^{{\text{arcsinh}}(\pm n/2)}}.

Gdy {\displaystyle n} zmierza do nieskończoności, czynnik {\displaystyle +4} w pierwiastku zanika i {\displaystyle M(n)_{\pm }\to \{n,0\}} dla dużych {\displaystyle n}.
Ponadto
{\displaystyle M(n)_{\pm }^{k}=A_{k}M(n)_{\pm }+A_{k-1}},
gdzie współczynniki {\displaystyle A_{k}} są definiowane rekurencyjnie przez {\displaystyle A_{0}\doteq 0}, {\displaystyle A_{1}\doteq 1} oraz {\displaystyle A_{k}=nA_{k-1}+A_{k-2}}.
| Dowód |
| Widzimy, że zależność ta jest prawdziwa dla {\displaystyle k=1}. Definicja rekurencji implikuje {\displaystyle A_{2}=n}. Mnożąc równanie definiujące przez {\displaystyle M(n)_{\pm }^{k-2}} mamy {\displaystyle M(n)_{\pm }^{k}-nM(n)_{\pm }^{k-1}-M(n)_{\pm }^{k-2}=0}. Stąd {\displaystyle {\begin{aligned}M(n)_{\pm }^{k}&=nM(n)_{\pm }^{k-1}+M(n)_{\pm }^{k-2}=&&{\text{(równanie definiujące)}}\\&=n\left(A_{k-1}M(n)_{\pm }+A_{k-2}\right)+\left(A_{k-2}M(n)_{\pm }+A_{k-3}\right)=&&{\text{(hipoteza rekurencyjna)}}\\&=\left(nA_{k-1}+A_{k-2}\right)M(n)_{\pm }+\left(nA_{k-2}+A_{k-3}\right)=\\&=A_{k}M(n)_{\pm }+A_{k-1}\end{aligned}}}. |

Ponadto dla wymiernych {\displaystyle n\notin \{0,\pm 2\}} podziały metaliczne definiowane są przez trójki pitagorejskie.

## Kąty metaliczne

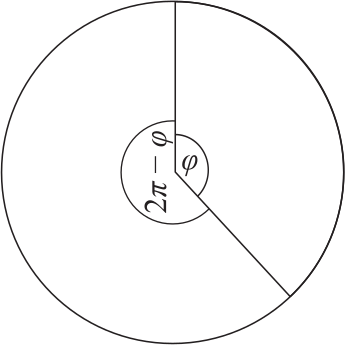
Złoty kąt

Koncepcję podziałów metalicznych można rozszerzyć na kąty metaliczne jako
{\displaystyle {\frac {n(2\pi -\varphi )+\varphi }{2\pi -\varphi }}={\frac {2\pi -\varphi }{\varphi }}},
co dla {\displaystyle n=1} sprowadza się do złotego kąta {\displaystyle \varphi (1)_{-}\approx 2,399963} (137,507764°). 
Rozwiązanie powyższej relacji z uwagi na {\displaystyle \varphi } prowadzi do równania kwadratowego
{\displaystyle n\varphi (n)_{\pm }^{2}-2\pi (n+2)\varphi (n)_{\pm }+4\pi ^{2}=0},
którego pierwiastki to
{\displaystyle {\frac {\varphi (n)_{\pm }}{\pi }}={\frac {n+2\pm {\sqrt {n^{2}+4}}}{n}}}.
W porównaniu do podziałów metalicznych, zarówno iloczyny
{\displaystyle {\frac {\varphi (n)_{-}\varphi (n)_{+}}{\pi ^{2}}}={\frac {4}{n}}},
jak i sumy kątów metalicznych
{\displaystyle {\frac {\varphi (n)_{-}+\varphi (n)_{+}}{\pi }}=2{\frac {n+2}{n}}},
są zależne od {\displaystyle n}, przy czym {\displaystyle \lim _{n\to \pm \infty }\varphi (n)_{-}\varphi (n)_{+}=0} a {\displaystyle \lim _{n\to \pm \infty }\varphi (n)_{-}+\varphi (n)_{+}=2\pi }.